# Semiothisa cydica
Semiothisa cydica är en fjärilsart som beskrevs av Frederick H. Rindge 1959. Semiothisa cydica ingår i släktet Semiothisa och familjen mätare. Inga underarter finns listade i Catalogue of Life.